# 반일 감정

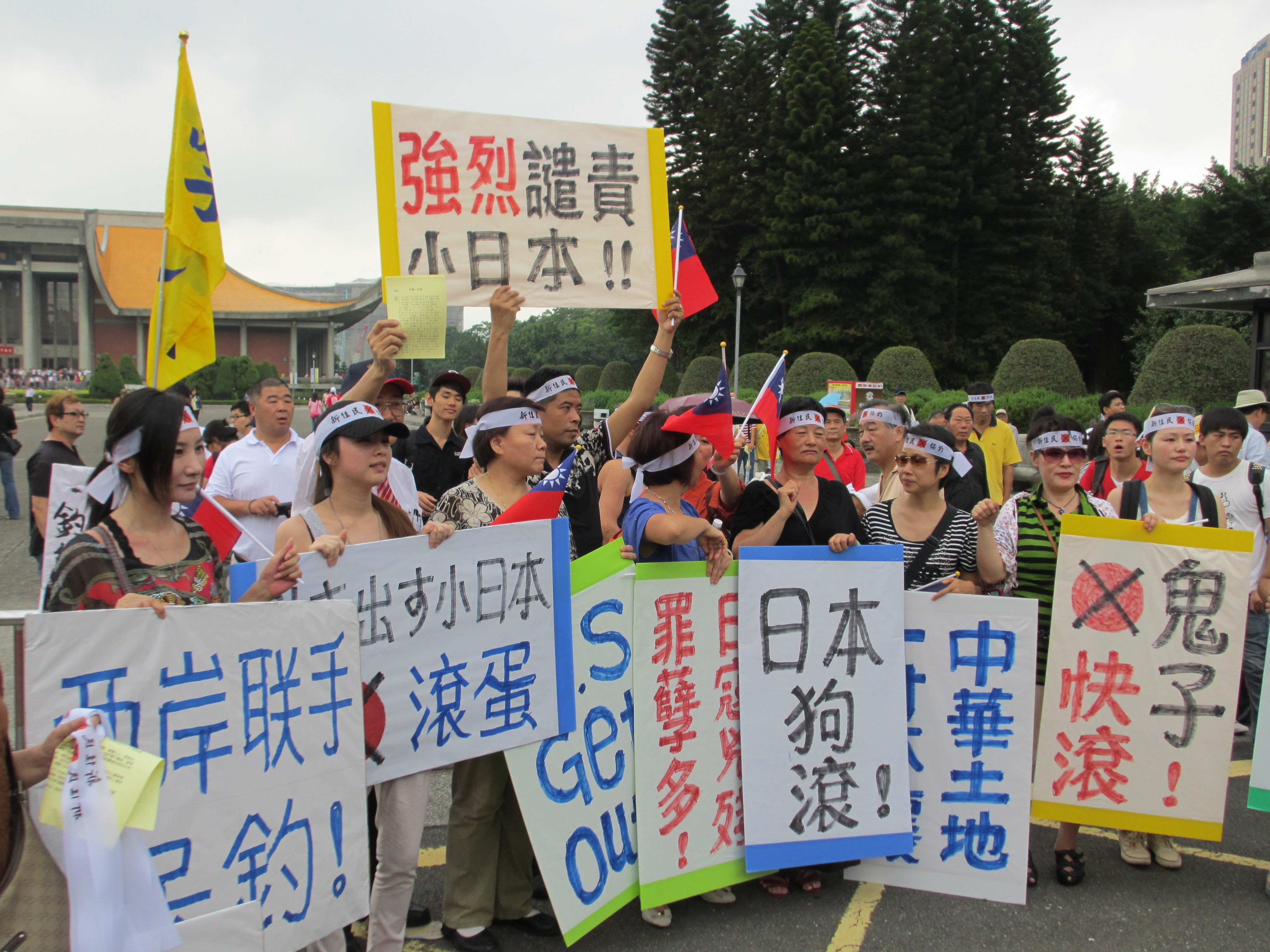
타이완의 반일 시위

| 나라           | 긍정적 | 부정적 | 중립 | 편차 |
| -------------- | ------ | ------ | ---- | ---- |
| 중화인민공화국 | 22%    | 75%    | 3    | -53  |
| 스페인         | 39%    | 36%    | 25   | 3    |
| 튀르키예       | 50%    | 32%    | 18   | 18   |
| 파키스탄       | 38%    | 20%    | 42   | 18   |
| 인도           | 45%    | 17%    | 38   | 28   |
| 러시아         | 45%    | 16%    | 39   | 29   |
| 페루           | 56%    | 25%    | 19   | 31   |
| 나이지리아     | 57%    | 24%    | 19   | 33   |
| 영국           | 65%    | 30%    | 5    | 35   |
| 멕시코         | 59%    | 23%    | 18   | 36   |
| 케냐           | 58%    | 22%    | 20   | 36   |
| 독일           | 50%    | 13%    | 37   | 37   |
| 인도네시아     | 57%    | 17%    | 26   | 40   |
| 미국           | 65%    | 23%    | 12   | 42   |
| 그리스         | 52%    | 9%     | 39   | 43   |
| 프랑스         | 74%    | 21%    | 5    | 53   |
| 브라질         | 70%    | 15%    | 15   | 55   |
| 오스트레일리아 | 78%    | 17%    | 5    | 61   |
| 캐나다         | 77%    | 12%    | 11   | 65   |

| 나라           | 긍정적 | 부정적 | 중립 | 편차 |
| -------------- | ------ | ------ | ---- | ---- |
| 중화인민공화국 | 4%     | 90%    | 6    | -86  |
| 대한민국       | 22%    | 77%    | 1    | -55  |
| 파키스탄       | 51%    | 7%     | 42   | 44   |
| 필리핀         | 78%    | 18%    | 4    | 60   |
| 오스트레일리아 | 78%    | 16%    | 6    | 62   |
| 인도네시아     | 79%    | 12%    | 9    | 67   |
| 말레이시아     | 80%    | 6%     | 14   | 74   |

| 나라              | 긍정적 | 부정적 | 중립 | 편차 |
| ----------------- | ------ | ------ | ---- | ---- |
| 중화인민공화국    | 18%    | 71%    | 11   | -53  |
| 멕시코            | 24%    | 34%    | 42   | -10  |
| 파키스탄          | 34%    | 15%    | 51   | 19   |
| 남아프리카 공화국 | 41%    | 17%    | 42   | 24   |
| 인도              | 39%    | 13%    | 48   | 26   |
| 프랑스            | 55%    | 29%    | 16   | 26   |
| 포르투갈          | 43%    | 13%    | 44   | 30   |
| 영국              | 58%    | 26%    | 16   | 32   |
| 독일              | 58%    | 25%    | 17   | 33   |
| 가나              | 55%    | 11%    | 34   | 34   |
| 오스트레일리아    | 60%    | 26%    | 14   | 34   |
| 스페인            | 57%    | 19%    | 24   | 38   |
| 이집트            | 52%    | 14%    | 34   | 38   |
| 케냐              | 61%    | 20%    | 19   | 41   |
| 튀르키예          | 64%    | 21%    | 15   | 43   |
| 대한민국          | 68%    | 20%    | 12   | 48   |
| 이탈리아          | 66%    | 18%    | 16   | 48   |
| 브라질            | 66%    | 16%    | 18   | 50   |
| 나이지리아        | 65%    | 14%    | 21   | 51   |
| 캐나다            | 67%    | 16%    | 17   | 51   |
| 미국              | 69%    | 18%    | 13   | 51   |
| 칠레              | 66%    | 14%    | 20   | 52   |
| 페루              | 64%    | 10%    | 26   | 54   |
| 러시아            | 65%    | 7%     | 28   | 58   |
| 필리핀            | 84%    | 12%    | 4    | 72   |
| 인도네시아        | 85%    | 7%     | 8    | 78   |

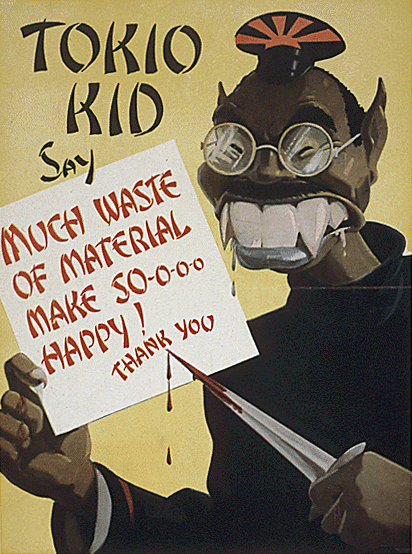
제2차 세계 대전중 미국의 반일선전 포스터.

반일감정(反日感情, 영어: Anti-Japan sentiment)이란 일본이나 일본인에 대해 느끼는 반감을 말한다. 이러한 반일 감정은 러일 전쟁과 제2차 세계 대전 이후부터 일본의 식민 지배하에 있었거나 대립되었던 국가들(미국, 한국, 러시아, 중국)에서 주로 나타나고 있다. 일본 정부에 국한된 반감에서부터 일본 문화 또는 일본인 자체에 대한 반감 등 정도가 다양하다.
저 두 조사 자료는 BBC에서 일본의 영향에 대해 20여개국과 2만여명만이 참여하였으므로 그저 참고 자료일 뿐, 전 세계의 자료는 아니다.

## 국가별 반일 감정

### 한국
한국에서의 반일 감정은 주로 역사적 요인에 기초하는데, 다음과 같다.
1. 고려말과 조선시대 중기까지 계속된 왜구의 습격과 약탈로 무수한 인명살상과 재산피해가 났다.
2. 조선시대 중엽 1592년에서 1598년까지 약 7년간에 걸쳐서 전 국토가 전쟁터가 된 임진왜란을 겪었다.
3. 조선시대 말 청일 전쟁과 을미사변 이후로 일본으로부터 내정 간섭을 당하면서 끝내 1910년 한일 병탄으로 35년 동안 나라를 빼앗겼다.
4. 조선시대 중 안용복이 우리 땅이라고 주장한 독도 영유권에 관한 문제

특히, 일제강점기는 한국인에게 중요한 역사적 인식을 남겼다. 이 시기에 겪은 여러 가지 탄압, 차별과 일본이 미국과 태평양전쟁을 시작하면서 벌인 황국 신민화 정책을 비롯한 조선인 남성의 강제 징용, 위안부 문제 등은 1945년 광복이 된 후 아직까지 역사적인 분쟁 요소로 남아있다. 일각에서는 일본의 역사교과서 문제 등을 들어 일본 국내의 과거에 대한 역사관이 한국의 반일 감정을 자극한다고 주장한다.
최근에 들어서는 일본에서 증가하는 혐한 정서에 대한 반감이 또 하나의 갈등 요인이 되고 있다. 2019년에는 한일 무역 분쟁으로 촉발된 불매 운동이 반일 감정의 확산과 정치적 논쟁을 낳았다. 특히 동학 농민 혁명과 남한 대토벌 작전의 원한이 남은 전라도인들이 일본을 매우 싫어해서 일본과 관련된 것들을 극도로 거부하는 단체들도 있다.
그러나 남북 관련 문제에 대해서는 무조건 협력하는 입장이다.

### 미국
러일 전쟁(1904~1905)부터 일본이 원자폭탄 투하를 받던 날(2차 세계대전 일본 항복)까지 40년 동안 미국 선교사들은 배일감정(排日感情)을 가지고 있었다. 특히 제2차 세계대전 당시에는 일본이 진주만을 기습하자 미정부는 미국내 일본국민을 네바다주 수용소에 수용하고 일본인 가게를 습격하는등 반일 감정이 가장 심하였다. 때문에 프랭클린 루스벨트 행정부는 행정조치를 발동하여, 태평양 전쟁 기간 동안 자국내의 일본 국적 소유자들을 특정한 수용소에 수용하여야만 했다. 또 미국인들의 보복을 피하기 위해 일본계와 아시아계가 자원하여 미군에 입대해 일본군과의 전쟁에 참여하기도 했다.

### 중국
중일전쟁, 만주사변, 난징 대학살, 731 부대 등 일제 시대의 역사적 사건에 대한 평가 문제가 중국인들의 반일 감정의 주요한 원인이 되고 있다.
최근에는 다오위다오의 소유권을 놓고 영토 분쟁이 일어난 심각한 대립을 일으키고 있다. 일본 측은 이 섬을 과거 병합할 때 무주지였다고 주장하고 있으나 중국 측은 일본에게 빼앗겼다고 주장하며 섬 주위에 접근하거나 상륙을 시도한 적도 있었다. 사태가 심각해지자 일본 정부는 순시선을 파견하는 등의 대응조치를 취하였고 현재까지 그 분쟁이 이어져오고 있다.

### 기타 국가
러시아의 경우 러일 전쟁, 영토 문제(주로 쿠릴 열도 분쟁 등) 등을 이유로 반일 감정이 존재한다. 위안부 문제 등 점령 시기와 관련된 역사적 논쟁은 인도네시아, 필리핀에서도 일부 반일 감정의 원인이 되고 있다. 이 외에도 일본인의 이주가 많았던 브라질, 페루 등지에서 일본계 주민은 한때 인종주의적인 차별 대우의 대상이 되기도 했다.

## 반일 감정에서 비롯된 멸칭

### 한국
- 쪽발이 또는 쪽바리 - 갈라진 일본 고유의 버선의 모양을 '쪽발'(두 쪽으로 나누어진 짐승의 발)에 빗댄 속어이다.
- 왜구 - 13~16세기의 일본의 해적집단을 말하며 한반도를 수차례 침략한 일본을 해적떼와 같다는 의미로 비꼬는 표현이다.
- 왜놈 - 왜국의 남자라는 의미로 일본이 7세기 중반에 국호를 일본이라 칭하기 전까지 쓰였던 왜라는 호칭에서 비롯됐다.
- 원숭이 - 일본원숭이가 실제로 일본에 서식하는 것에 착안하여 사용하는 속어. 간혹 경우에 따라 바나나도 같이 엮이기도 한다. 다른 경우로 일본 내에서는 도요토미 히데요시의 별명이 원숭이인 것을 착안해 원숭이라고 비하하기도 했다.

### 미국
- 잽(Jap) - "일본의"라는 뜻을 가진 영어 단어 '재퍼니즈'(Japanese)의 약어지만 2차 대전 이후에는 일본인에 대한 경멸적 용어로도 자주 쓰인다.
- 재팬 배싱(영어: Japan bashing)은 미국의 대일 무역 불균형에 대한 반발과 대항 수단을 가리킨다.

### 중국
- 르번구이쯔(日本鬼子) - 일본마귀란 의미로 일본인을 비하하는 말로 사용된다.
- 샤오르번(小日本) - 작고 하찮은 일본이란 의미로 쓰인다.

### 일본 내부
- 헬본, 중세잽랜드(中世ジャプランド) - 일본인의 자국혐오성 발언이자 대표 멸칭이다. 일본판 헬조선이라는 명칭이 나왔을 정도로.
- 동조선(東朝鮮), 일선인(日鮮人) - 일본인들이 '우리도 조선인과 다를게 없다'는 식의 자국혐오성 발언이자 멸칭. 반면에 중국은 서조선(西朝鮮), 한국은 남조선(南朝鮮), 이것도 북한의 북조선(北朝鮮)에서 따온 멸칭이다.

## 같이 보기
- 반중 감정